# Habitatges Marquès
Els Habitatges Marquès és un conjunt d'edificis de Vilanova i la Geltrú (Garraf) protegida com a Bé Cultural d'Interès Local.

## Descripció
El conjunt urbanístic anomenat habitatges Marquès inclou les edificacions emplaçades en el triangle que formen la carretera de Barcelona C-246, l'avinguda del Garraf i el carrer del Duque de Ahumada. Les edificacions incloses són habitatges amb tipologia unifamiliar entre mitgeres de planta baixa i pis, aparellats la majoria d'ells i separats oer un petit pas intermedi.
Els habitatges foren edificats tots al mateix temps i per això posseeixen una forta unitat tipològica i compositiva. El tractament unitari de les tanques, amb la mateixa concepció estilística que els habitatges ho fa ben patent.

## Història
A l'any 1949, es va iniciar la construcció unitària dels habitatges del tram final de l'Avinguda del Garraf. Se'ls anomena Habitatges Marquès, perquè van ser promoguts per l'empresa tèxtil Marquès Hermanos.